# Simulium gomphocorne
Simulium gomphocorne är en tvåvingeart som först beskrevs av Rubtsov 1964.  Simulium gomphocorne ingår i släktet Simulium och familjen knott. Inga underarter finns listade i Catalogue of Life.